# Коваленко, Вениамин Дмитриевич
Вениамин Дмитриевич Коваленко (15 сентября 1923 — 22 февраля 2014) — советский военный, участник Великой Отечественной войны, почётный гражданин Бердичева (2000).

## Биография
Родился 15 сентября 1923 года в селе Красносёлка.
В 1936 года семья переехала на окраину Днепропетровска.
23 июня 1941 года — на второй день после школьного выпускного вечера — отправился в военкомат и написал заявление добровольцем на фронт. Уже в июле служил на Калининском фронте. Прошёл сокращённый курс военного училища, получил специальность офицера-связиста. Первое боевое крещение получил в районе Ржева. В дальнейшем участвовал в Сталинградской битве, в составе 167-й стрелковой дивизии 38-й армии участвовал в битве на Курской дуге.
В декабре 1943 — январе 1944 года — командир штабного взвода 338-го гвардейского стрелкового полка 117-й гвардейской стрелковой дивизии, техник-лейтенант. Участвовал в освобождении Бердичева от немецких захватчиков. Победу встретил в Праге. За участие в боевых действиях награждён орденами Красной Звезды, Отечественной войны I и II степеней (1945), Славы III степени, медалями «За отвагу» (1944), «За боевые заслуги» и другими.
В 1948 году демобилизовался из рядов ВС СССР, поступил в Киевскую юридическую школу, которую окончил с отличием. Через несколько лет поступил и успешно окончил Бердичевский учительский институт.
В течение 1954—1958 годов работал учителем физики в школе села Половецкое (Житомирская область). В 1958 году зачислен штатным преподавателем по математике и электротехнике в Бердичевское второе ремесленное училище (современное ПТУ № 4), где отработал более 25 лет. Также некоторое время работал третейским судьёй.
С 25 сентября 1983 года — на пенсии, с семьёй проживал в Бердичеве. Принимал активное участие в ветеранском движении.
Умер 22 февраля 2014 года, похоронен в военном секторе бердичевского общегородского кладбища.